# Schwarzweiß-Schnapper
Der Schwarzweiß-Schnapper (Macolor niger) ist ein Meeresfisch aus der Familie der Schnapper, der im tropischen Indopazifik von der Ostküste Afrikas im Westen bis zu den Samoainseln im Osten und den Ryūkyū-Inseln im Norden, sowie im Roten Meer vorkommt.

## Merkmale

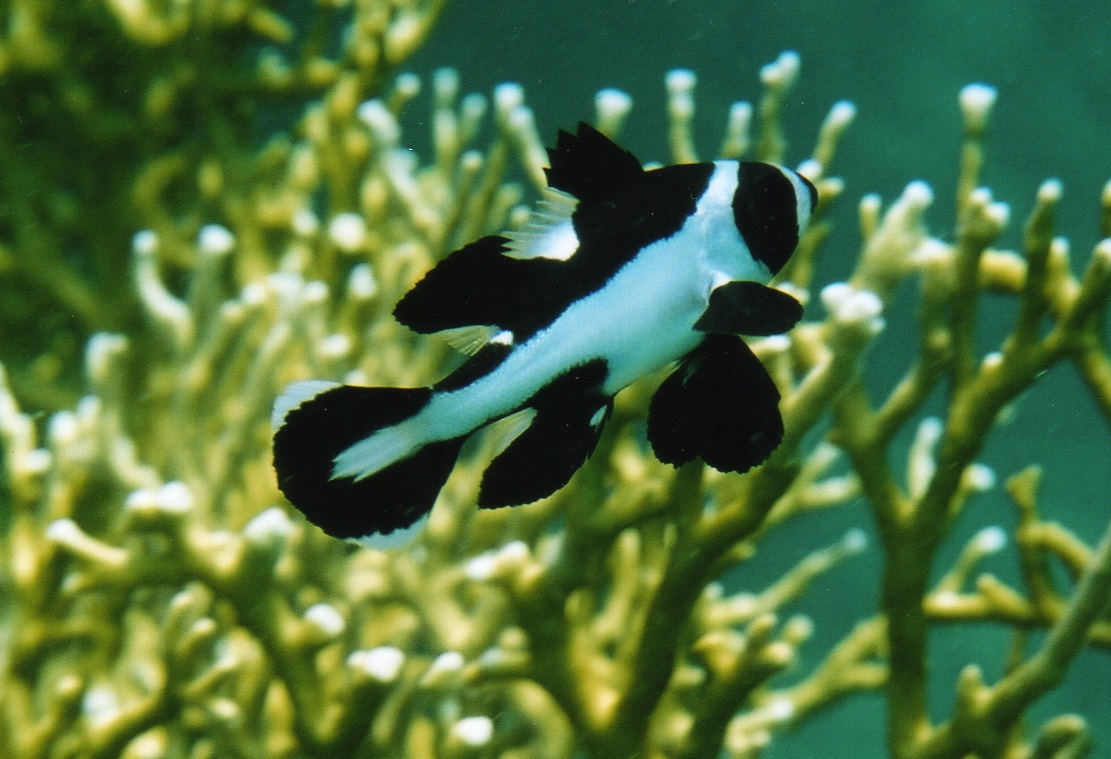
Sehr junger Jungfisch

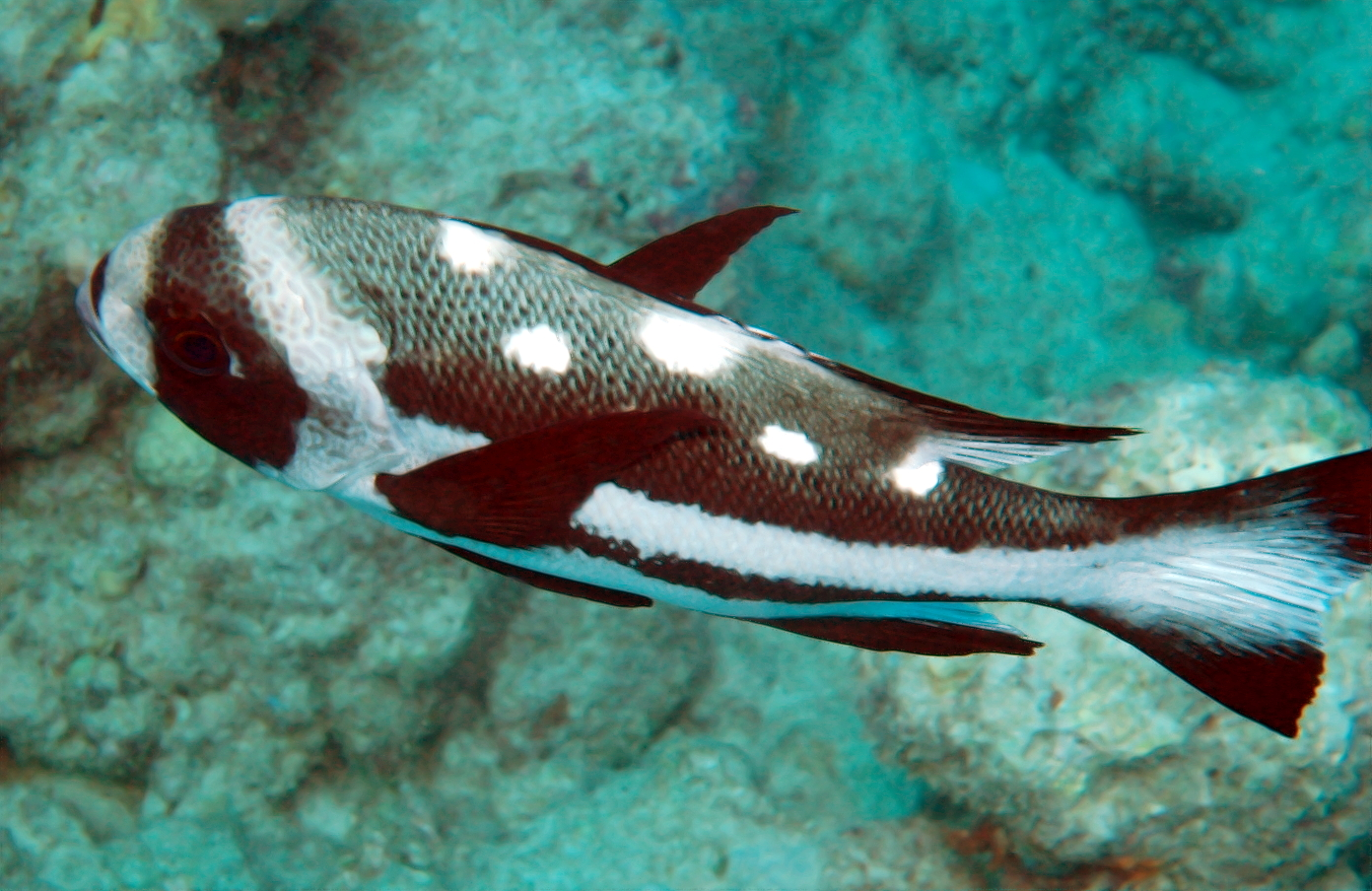
Älterer Jungfisch

Der Schwarzweiß-Schnapper erreicht eine Länge von maximal 75 cm und hat einen relativ hochrückigen, seitlich abgeflachten Körper und ein abgerundetes Kopfprofil. Die größte Körperhöhe liegt beim 2,2 bis 2,4-fachen der Standardlänge. Das Maul ist groß und reicht nach hinten bis unter die vordere Augenhälfte. Es ist mit einer Reihe konischer Zähne besetzt die vorne größer sind. Im vorderen Bereich des Oberkiefers und an den Seiten des Unterkiefers gibt es eine innere Reihe kleiner, bürstenartiger Zähne. Der bezahnte Bereich des Gaumens ist V-förmig. Die Maxillare ist unbeschuppt. Im unteren Bereich des Präoperculums gibt es einen tiefen, keilförmigen Einschnitt. Die Rückenflosse ist durchgehend. Bei Jungfischen sind der hart- und der weichstrahlige Abschnitt der Rückenflosse durch eine tiefe Einbuchtung voneinander getrennt. Die Enden von Rücken- und Afterflosse sind zugespitzt. Ihre Basen sind beschuppt. Bei Jungfischen sind die Brustflossen abgerundet, bei ausgewachsenen Fischen lang und zugespitzt. Sie reichen dann bis zum Anus. Die Schwanzflosse der Jungfische ist abgerundet, die der ausgewachsenen Schwarzweiß-Schnapper gegabelt. Die Bauchflossen der Jungfische sind stark verlängert und zugespitzt, die der Alten sind abgerundet. Die Schuppen auf dem Rücken verlaufen parallel zur Seitenlinie.
Morphometrie:
- Flossenformel: Dorsale X/13–15, Anale III/10–11, Pectorale 17–(18).
- Schuppenformel: SL 50–56.
- Kiemenrechen: 26–38 + 60–71 = 89–107.

Ausgewachsene Schwarzweiß-Schnapper sind silbergrau und zeigen eine mehr oder weniger deutlich ausgeprägte schwärzliche Fleckung. Im Unterschied zum sehr ähnlichen Gelbaugenschnapper gibt es keinen gelblichen Einschlag im unteren Körper- und Kopfbereich und auch die gewundenen, schmalen blauen Linien oder Punkte auf dem Kopf fehlen. Die Iris ist viel dunkler als beim Gelbaugenschnapper. Jungfische zeigen ein schwarz-weißes Muster, wobei der hintere Kopfbereich und der vordere Rumpf überwiegend weiß sind. Die Anzahl der weißen Flecken auf dem Rücken ist geringer als beim Gelbaugenschnapper.

## Lebensweise
Der Schwarzweiß-Schnapper lebt in großen Gruppen in Korallenriffen in Tiefen von 2 bis 90 Metern und ernährt sich von Fischen und Krebstieren. Jungfische sind solitär.